# Sankt Georgen am Ybbsfelde
Sankt Georgen am Ybbsfelde是奥地利下奥地利州阿姆施泰滕县的一个市镇。总面积22.87平方公里，总人口2613人，人口密度114.3人/平方公里（2005年）。